# 多毛环肋螺
多毛环肋螺（学名：Plectotropis trichotropis trichotropis），是柄眼目扁蜗牛科环肋螺属的一种。主要分布于中国大陆，常栖息在阴暗潮湿、多腐殖质的环境。